# Wolframleuchter

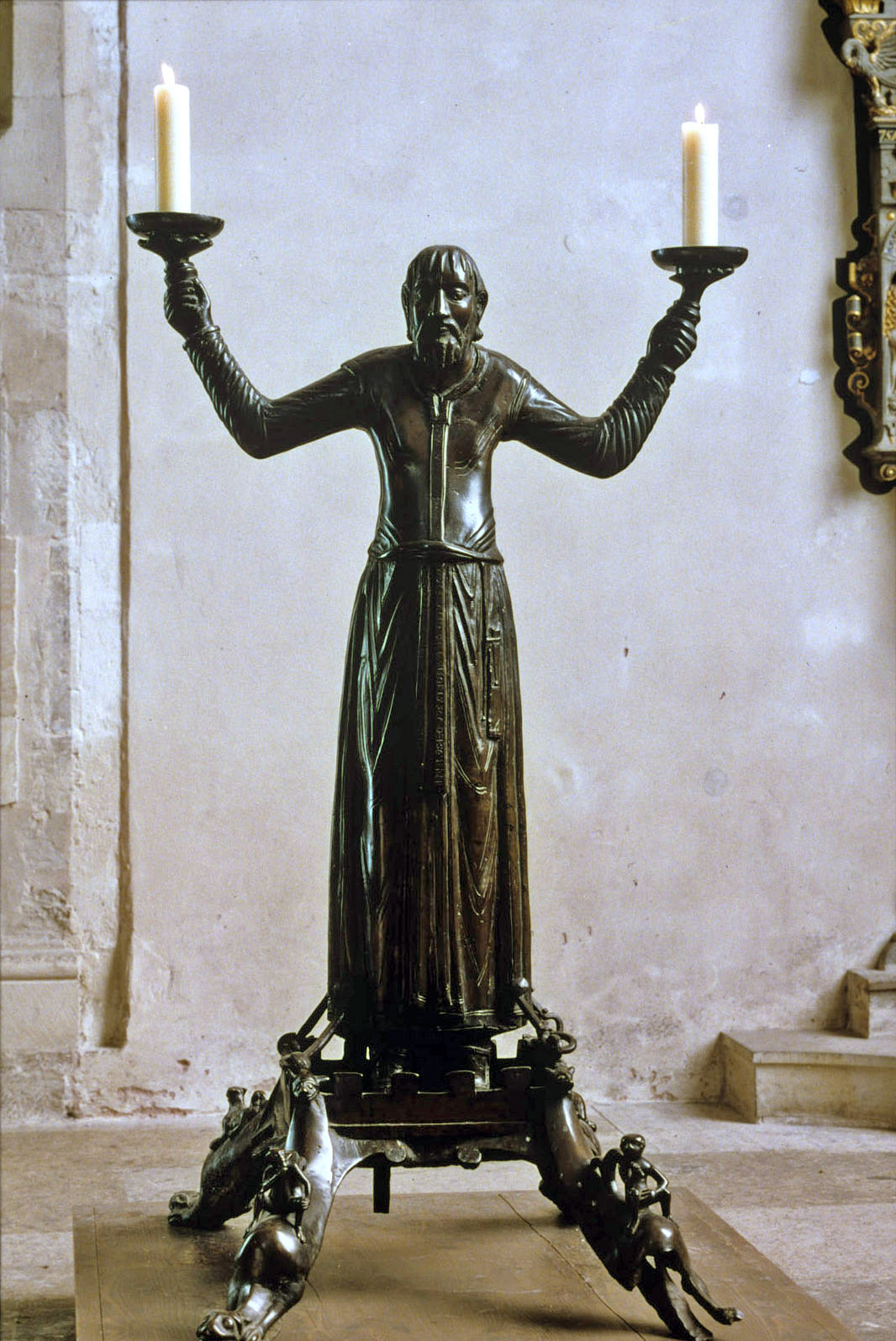
Wolframleuchter im Erfurter Dom

Der sogenannte „Wolfram“ ist eine als Träger zweier Kerzenleuchter verwendete anthropomorphe Freiplastik aus Bronze, die im Erfurter Dom aufgestellt ist. Die Figur wird in die Zeit um 1160 datiert und entstand vermutlich in der Magdeburger Gießhütte. Sie ist eine der ältesten freistehenden Bronzeskulpturen in Deutschland und die größte (nahezu lebensgroße) anthropomorphe rundplastische Bronze des europäischen Mittelalters. In einer Inschrift auf den herabhängenden Gürtelenden wird ein „Wolfram“ zusammen mit seiner Ehefrau „Hiltiburc“ als Stifter genannt. Er ist sehr wahrscheinlich identisch mit einem Mainzer Ministerialen Wolframus scultetus, der in zwei Urkunden des Jahres 1157 erwähnt wird.
Während der Luftangriffe auf Erfurt im Zweiten Weltkrieg war die Skulptur durch Einmauerung hinter dem Sakramentsaltar gesichert.

## Ikonographie
Dargestellt ist ein bärtiger Mann in einem fließenden Gewand, das nicht eindeutig einem Stand oder einer Epoche zuzuordnen ist. Es könnte sich um ein Priester- oder Büßergewand handeln. In der Körperhaltung eines Adoranten erhebt er beide Arme, allerdings ohne die Hände zu öffnen. Stattdessen hält er zwei Kerzenfassungen. Die Figur steht auf einem Sockel mit quadratischem Grundriss und burgartigen Zinnen, dessen Füße durch vier kleine menschliche Gestalten in floraler Einfassung gebildet werden, die offenbar die vier Flüsse des Paradieses symbolisieren. Die Darstellung einer alttestamentlichen Prophetengestalt ist denkbar und würde dann auf eine theologisch angedachte Kontinuität von Altem und Neuem Testament hindeuten.

## Widerlegte Spekulationen über jüdischen Ursprung
Anhand ikonographischer Vergleiche wurde von einer Forschergruppe um den Theologen Dietmar Mieth eine ursprüngliche Entstehung des Wolframleuchters für den jüdischen Gottesdienst in den Raum gestellt und eine diesbezügliche Publikation vorgelegt. Bereits im Vorfeld kam es in der Presse zu Spekulationen über einen Raub des Leuchters bei mittelalterlichen Pogromen, die zur Auslöschung der jüdischen Gemeinde Erfurts geführt hätten. Es handele sich vermutlich um eine Darstellung des Hohepriesters Aaron und die Funktion wäre die eines Thorahalters gewesen. Daraufhin stellte die jüdische Landgemeinde Thüringens einen Restitutionsantrag. Dem wurde von Seiten der Verantwortlichen des Doms widersprochen. Auch wurden mit Hinweis auf die Bildervermeidung des mittelalterlichen Judentums von Seiten der Fachwelt Zweifel an der von Mieth geäußerten These laut. Nachdem festgestellt worden war, dass der lateinische Weihetext der Statue bereits im Guss angelegt war, konnte ein jüdischer Ursprung widerlegt werden.
Jedoch hängt direkt neben den Wolframleuchter eine mögliche Sabbatampel von der Decke.